# Kihajolni veszélyes (film, 1977)
A Kihajolni veszélyes! 1977-ben készült színes, magyar filmszatíra, amit Zsombolyai János rendezett, Simonffy András: Tartályvonat Pest felől című hangjátékából. A filmet a Baranya megyében található Almamelléken forgatták.

## Történet
Forgalmi okokból megállítják a Budapest felé közlekedő expresszvonatot egy isten háta mögötti kis vasútállomáson. A jegyvizsgáló ezt kihasználva leszállít egy jegy nélkül utazó fiatalembert. A fiú ott ragad az irodán, és szép lassan kezdi megismerni az ott dolgozó „különös” vasutasokat. A csinos pénztárosnő (aki nem ért a kávéfőzésen kívül semmihez) mindig pirosra állítja a szemafort, hogy közben a szállítási előadó nyugodtan üzletelhessen, az állomásfőnök élvezi az áldott semmittevést, ha pedig erre nincs lehetősége, akkor (titokban) a pénztárosnőnek csapja a szelet, a forgalmista az „Uralkodók”-nak elnevezett disznókat eteti, és ügyel a pontos vonatközlekedésre. Hosszú évek óta kialakult poshadt szokások szerint élik az életüket. Aztán amikor egyik reggel az állomás második vágányán átrobog egy „nem jelzett” tartályvonat, az egész állomáson minden a feje tetejére áll.

## Szereplők
- Szikora János (hangja: Szakácsi Sándor) – Ferencz Károly, a fiatalember
- Tomanek Nándor – Kerek József, állomásfőnök
- Bodrogi Gyula – Tóbi, forgalmista
- Kiss Mari – Klárika, pénztárosnő
- Bencze Ferenc – Ferke
- Koltai Róbert – "Hűtős" Tamás
- Ujvári Nettka – a fiát váró néni
- Füller Dezső – Sanya, kisvasúti mozdonyvezető
- Baranyi László – jegyvizsgáló
- Dömök Gábor – tévébemondó
- Tóth Béla

## Érdekességek

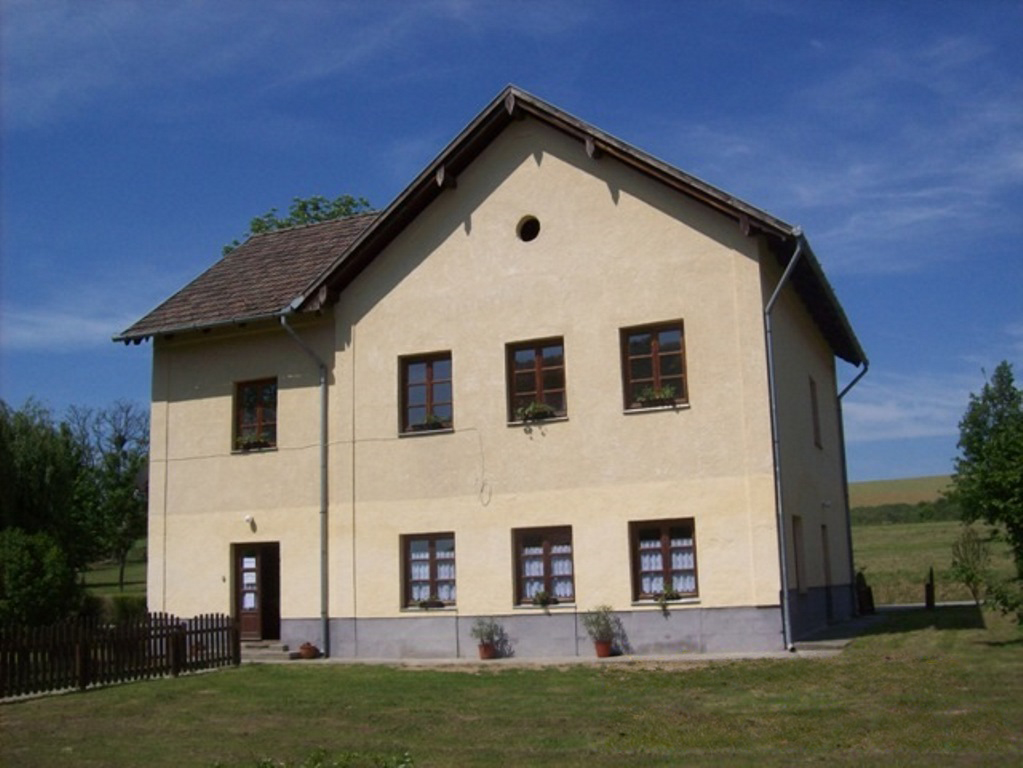
A fő forgatási helyszínként szolgáló almamelléki vasútállomás 2012-ben

- A filmet a megszüntetett Kaposvár–Szigetvár-vasútvonal Almamellék állomásán forgatták, az épületet a film kedvéért egy kicsit átalakították. A főcímnél lévő jelenetet 1977. július 27-én vették fel, az expresszvonat szerelvényét az M47 1011. számú dízelmozdony továbbította, a gőzvontatású tehervonatot a 375 677. számú gőzmozdony, a kisvasút szerelvényét a C21-406. számú C50 típusú dízelmozdony. A vasútvonal vágányait nem sokkal a filmforgatás után szedték fel, a filmben szereplő kisvasút azonban még a mai napig működik.
- A film címe eredetileg Tartályvonat Pest felől lett volna.
- A filmnek eredetileg más véget terveztek, és más állomáson is forgattak volna.
- Mivel a forgalmat fél évvel korábban megszüntették, a forgatás előtt mozdonyokkal néhány menetben végig jártak a pályát, hogy a vágányokon a sínkorona fényes legyen.
- A rendszerkritikus műben az állomás a Kádár-korszak Magyarországát, a tartályvonat pedig azt a bajt jelképezi, ahová az olajválság idején akkoriban az ország tartott, részben emiatt a politikai vonatkozás miatt nem lehetett a filmnek az eredetileg tervezett véget megcsinálni, ennek ellenére még így sem akarta a korabeli kultúrpolitika sok helyen bemutatni.
- A film eredetileg tervezett végén a balesettel kapcsolatban mindent a fiú nyakába akartak varrni. A cenzúra azonban nem engedte, hogy csak a fiatal generációt okolják, így született a híradós befejezés, ahol mindenkit felelősségre vonnak.
- A helyszín Almamellék, ami Baranya megyében, az egykori Kaposvár–Szigetvár-vasútvonal mentén található, a filmet is itt az eredeti helyszínen forgatták, viszont a történet szerint az állomás a Budapest–Hegyeshalom–Rajka-vasútvonalon van. Említenek továbbá három fiktív helynevet: Szentalj, Csóványos és Grácszertan, utóbbi már külföldi állomás, minden bizonnyal Grác nevéből ered.
- Mivel a filmet egy azóta felszámolt vasútvonalon forgatták, ezért nagy kincsnek számít a vasutasok és a vasútbarátok körében. 2017-ben a film forgatásának 40 éves évfordulóján a vasutasok filmtörténeti rendezvényt szerveztek a forgatásnak helyszínt adó vasútállomáson, amelyen a film egyik főszereplője, Szikora János is részt vett.

## Díjak
- 1978: a Montreali Fesztivál szakmai zsűri nagydíja a filmnek.
- 1979: a Budapesti Magyar Filmkritikusok szakmai zsűri díja a legjobb férfi mellékszereplőnek, Bencze Ferencnek.

## Televíziós megjelenés
MTV2, TV-2, Duna TV, Csaba TV, Körös Royal TV, Pécsi VTV, Szegedi VTV, Zemplén TV, Filmmúzeum, Magyar Mozi TV